# Rooftop
"Rooftop" é uma canção da cantora sueca Zara Larsson de seu primeiro álbum de estúdio, 1 e de seu EP de estréia internacional, Uncover. Foi lançado digitalmente em 15 de setembro de 2014. Desde o seu lançamento, desde então atingiu o número seis na Suécia, e foi certificado como Platina pela GLF.

## Vídeo de música
Um videoclipe foi lançado em 26 de setembro de 2014 e foi dirigido por Måns Nyman.

## Lista de faixas
Digital download
1. "Rooftop" – 4:13

## Desempenho comercial
| Tabela musical (2014)      | Melhor posição |
| -------------------------- | -------------- |
| Suécia (Sverigetopplistan) | 6              |

| País                                                                                          | Certificação | Certificações e vendas |
| --------------------------------------------------------------------------------------------- | ------------ | ---------------------- |
| Dinamarca (IFPI Dinamarca)                                                                    | Ouro         | 45,000^                |
| Suécia (GFL)                                                                                  | Platina      | 40,000^                |
| ^apenas com base na certificação ‡vendas+números de streaming com base apenas na certificação |              |                        |

## Histórico de lançamento
| Região | Encontro               | Formato          | Rótulo             | Ref.  |
| ------ | ---------------------- | ---------------- | ------------------ | ----- |
| Suécia | 15 de setembro de 2014 | Download digital | TEN Universal Sony | [ 1 ] |